# Благоевич, Петар
Петар Благоевич (серб. Петар Благојевић, Плогоевиц нем. Peter Plogojowitz; 1662, Кисилево, Темешварский эялет — 1725, Кисилево, Королевство Сербия) — сербский крестьянин, который после смерти в 1725 году был обвинён в вампиризме и убийстве девяти своих односельчан. Он стал первым конкретным человеком, в отношении которого был применён термин «вампир». В июле 1725 года отчёт районного камерал-провизора австрийской военной администрации Эрнста Фромбальда об эксгумации трупа Благоевича был опубликован в газете Wienerisches Diarium. Эта история стала широко известна и способствовала «вампиромании», охватившей Европу в XVIII веке.  

## Обвинения Благоевича в вампиризме
Крестьянин Петар Благоевич (Плогоевиц) родился около 1662 года и жил в деревне Кисилево (обычно отождествляется с современной деревней Кисилево (серб. Кисиљево) в общине Велико-Градиште Браничевского округа в северо-восточной части Республики Сербия), в той части Сербии, которая в 1718 году перешла от Османской империи к Габсбургской монархии. Он умер в 1725 году, после чего, через 10 недель, последовала серия других внезапных смертей: за восемь дней скоропостижно скончались девять человек. Об этом деле стало известно из сообщения камерал-провизора Градиского района (районный администратор при австрийской военной администрации) Эрнста Фромбальда (Ernst Frombald). На смертном одре жертвы утверждали, что Благоевич приходил к ним во сне, ложился на них и «давил» так, что они лишались дыхания. Из отчёта Фромбальда известно про заявление жены Благоевича о том, что он навещал её и просил у неё свои опанки (башмаки), после чего она переехала в другую деревню по соображениям безопасности. Обеспокоенные крестьяне решили вскрыть могилу Благоевича и удостовериться в том, что на нём отсутствуют признаки принадлежности к вампирам. Согласно местным верованиям, даже после смерти «…Тело их не тлеет, Кожа же, Волосы, Борода и Ногти растут…». Для участия во вскрытии могилы односельчане решили пригласить местного священника и Фромбальда. На возражения последнего, что ему следует получить разрешение от вышестоящих властей, они заявили, что если он откажется, то они покинут деревню, чтобы спасти свои жизни. После этого представитель австрийской администрации дал согласие участвовать в обряде.  
Вместе со священником из Велико-Градиште он осмотрел вскрытую могилу и был удивлён, обнаружив, что от трупа не исходило зловонного запаха, он был неразложившимся (за исключением отвалившегося носа), волосы, борода и ногти отросли, старая кожа отслоилась и под ней виднелась «новая и свежая». Кроме того, «…Лицо, Руки, и Ноги, и всё Туловище имели такой вид, что и при Жизни не могли бы выглядеть лучше; во Рту его я не без Удивления заметил некоторое количество свежей Крови, каковую, по общему Показанию, он высосал из Убитых». Таким образом, у умершего наличествовали все признаки, которые по местным верованиям свидетельствовали, что Благоевич был вампиром. Для избавления от последующих нападений крестьяне заострённым колом поразили труп в сердце. Из описания Фромбальда следует, что: «после сего Прокола из Ушей и Рта не только вытекло много свежей Крови, но и случились иные Дикие знаки [wilde Zeichen] (каковые из Высокого уважения я опускаю)…». Относительно «диких знаков» исследователь вампиризма Пол Барбер (Paul Barber) высказывал предположение, что видимо речь идёт об эрекции, вызванной разложением и вздутием половых органов. В конце концов, тело Благоевича сожгли. Свой отчёт по этому делу Фромбальд завершает просьбой о том, чтобы в случае, если произошедшее будет признано неправомерным, то в этом следует винить не его, а «Чернь», так как жители деревни были вне себя от страха.

## В культуре
Отчёт об этом событии стал одним из первых задокументированных свидетельств о вере в вампиров в Восточной Европе. 21 июля 1725 года австрийская ежедневная газета Wienerisches Diarium (нем. Wiener Zeitung) (одна из старейших из сохранившихся газет мира) опубликовала отчёт Фромбальда под названием «Копия письма из Градиского Района в Венгрии». В нём впервые по отношению к конкретному человеку был использован термин «вампир». По оценке профессора Клеменса Рутнера из дублинского Тринити-колледжа, этот термин появился в тот момент, когда Фромбальд услышал от переводчика сербское слово «упир» («упырь»), впоследствии передав его не совсем точно. Одну из перепечаток отчёта австрийского чиновника, появившуюся на страницах газеты Leipziger Zeitung 31 июля 1725 года, лютеранский пастор, писатель и историк Михаэль Ранфт (нем. Michael Ranft (Geistlicher)) поместил в текст своей диссертации, которую в сентябре того же года он представил в Лейпцигском университете. На основе диссертации вышла его книга «О жующих мертвецах в могилах» (De masticatione mortuorum in tumulis) и немецкоязычная работа «Трактат о жующих и чавкающих в гробах мертвецах, который раскрывает истинную природу сих венгерских вампиров и кровососов». В трактате «О жующих мертвецах в могилах» он объяснял загадочные смерти родственников Благоевича тем, что они были сильно опечалены его смертью, стали видеть кошмары и в итоге умерли.
История Благоевича нашла отражение в «Еврейских письмах» (Lettres juives) французского писателя, просветителя Жана-Батиста де Буайе, маркиза д’Аржана. Действие отнесено к 1728 году и начинается со смерти сербского крестьянина Плогоевича в возрасте 62-х лет в сентября того же года. Сначала он стал являться своему сыну, который в результате этих визитов умер. Потом стал нападать на односельчан, пить их кровь из горла. В результате менее чем за неделю погибли девять человек. Районный судья донёс жалобы крестьян до командования императорский армии в Градишке. Там отнеслись к этим сведениям всерьёз и направили офицеров расправиться с убийцей. Вскрыв могилы умерших в начале сентября всех поразил труп Плогоевича: он находился словно в трансе, у него было едва заметное дыхание и он скорее походил на живого, чем мёртвого. Чтобы прекратить нападения мертвеца палач используя кувалду вогнал в его тело кол. После этого могила наполнилась кровью, она текла из всех отверстий тела. Труп положили на костёр и сожгли. С этого времени нападения кровопийцы прекратились.
Аббат-бенедиктинец Огюстен Кальме в своей классической работе «Трактат о явлениях ангелов, демонов и духов, а также о привидениях и вампирах в Венгрии, Моравии, Богемии и Силезии» (Dissertations sur les apparitions des anges, des démons et des esprits, et sur les revenants et vampires de Hongrie, de Bohême, de Moravie et de Silésie; 1746) прокомментировал эту историю следующим образом: «Мы, слава Богу, нисколько не легковерны и сознаёмся, что никакое знание не может найти объяснение для этого явления». При этом, по его мнению, нельзя с ходу отвергать сведения исходящие от людей специально направленных для расследования этого дела и процессуально оформленных. 
Наряду с сообщением о похожем случае с Арнольдом Паоле (серб. Арнаут Павле), история Благоевича стала широко известна и способствовала «вампирской истерии», охватившей Европу в XVIII веке. Немецкий историк Томас М. Бон в книге «Вампиры: происхождение европейского мифа» писал, что слово «вампир» впервые появилось в газете Wienerisches Diarium в 1725 году. По его мнению, случай «вампира из Кисиловой» завоевал всеевропейское внимание, но время широкой популярности вампиров в то время ещё не наступило. Исследователи отмечают влияние дела Благоевича и Паоле на развитие образа современного вампира в западной популярной культуре.